# گودزیلا در برابر گودزیلای فضایی
گودزیلا در برابر گودزیلای فضایی (ژاپنی: ゴジラvsスペースゴジラ) فیلمی در ژانر کایجو و علمی–تخیلی است که در سال ۱۹۹۴ منتشر شد. از بازیگران آن می‌توان به آکیرا اموتو و کنجی ساهارا اشاره کرد.